# Сиријска опозиција
Сиријска опозиција (Арапски: المعارضة السورية)  је зајднички термин за све групе које су биле против асадовог режима у Сирији. Јула 2011. године, почетком Сиријског грађанског рата, дезертери из сиријске војске створили су Слободну сиријску армију. Назив ове војне групе ће касније користит разне групе, понекад и истовремено, током конфликта. У новембру 2012. године иностране политичке групе стовриле су Сиријску државну коалицију (СДК), која је потом створила Сиријску привремену владу која од тада до 2016. тврди да је била сиријска влада у егзилу, а од 2016. и у неким делова турско окупиране Сирије. 
Исламска група, Тахрир ел Шам, је 2017. године, неповезана са СДК-ом, створила Сиријску спасовну владу. Друге групе које су се противили владавини Башар ел Асада током грађанског рата су биле:
1. Сиријска државна армија, група коју је подржавала углавном Турска
2. Аутономна управа Северне и Источне Сирије, територије окупиране од стране Курда током рата
3. Исламска држава (ИДИС/ИДИЛ/ИСИС/ИД), међународно призната терористичка џихадистичка група

Сиријска опозиција се временом развила, обухватајући групе које су тражиле свргавање Асадове владе и противнике Баасистичке владе. Пре рата, термин „опозиција“ односио се на традиционалне политичке актере као што је Национални координациони комитет за демократске промене, који су се дуго противили сиријској држави.
Током фазе грађанских протеста у априлу 2011, формирани су први локални комитети за организовање протеста. Овај период, од марта до августа 2011, карактерисао је консензус о ненасилној борби. Међутим, дефекција унутар војске, узрокована репресијом владе, омогућила је да се сукоб у 2012. години дефинише као грађански рат.
Крајем 2011, опозиционе групе су основале Сиријски национални савет (СНС), који је добио међународну подршку и признање од најмање 17 чланица УН-а, укључујући три сталне чланице Савета безбедности (Француску, Велику Британију и САД). У новембру 2012. формирана је шира опозициона група, Национална коалиција за револуционарне и опозиционе снаге, која је призната као „легитимни представник сиријског народа“ од стране Савета за сарадњу арапских држава Залива и Арапске лиге.
Сиријски национални савет напустио је коалицију 2014. године у знак протеста због одлуке да присуствује женевским преговорима, али је задржао одређене везе са њом. У 2015. опозиционе групе су одржале разговоре о помирењу у Астани, Казахстан, док је Сиријска прелазна влада преместила своје седиште у град Азаз на северу Сирије и почела са управљањем у том подручју. У 2017. суочила се са изазовима од стране Сиријске спасилачке владе, коју подржава исламистичка група Хаџат Тахрир аш-Шам.
Према истраживањима из 2015. и 2018. године, подршка опозицији и влади је варирала. Године 2015, 26% становништва подржавало је опозицију, док је у 2018. та подршка порасла на 40%, што је било исто као и за владу.

Крајем 2024. различите сиријске опозиционе групе покренуле су истовремене офанзиве које су довеле до пада Асадовог режима и успостављања прелазне владе.